# Svetozár Hurban-Vajanský

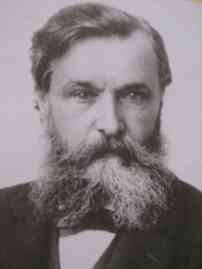
Svetozár Hurban-Vajanský

Svetozár Hurban-Vajanský (n. 16 ianuarie 1847 - d. 17 august 1916) a fost un scriitor, publicist, critic literar și om politic slovac.
A scris versuri patriotice în maniera romantismului rus și byronian.
A fost creator al romanului-frescă de moravuri.
În domeniul criticii literare, a promovat realismul artistic în literatura slovacă.

## Scrieri
- 1879: Tatra și marea ("Tatry a more")
- 1884: Ramură uscată ("Suchá ratolesť")
- 1890: Versuri ("Verse")
- 1895: Rădăcini și lăstare ("Koreň a výhonky")
- 1901: Kotlín.